# Collelungo (Posta)
Collelungo è un rilievo dei Monti Reatini che si trova nel Lazio, nella provincia di Rieti, nel comune di Posta.